# Emma Gullstrand
Emma Greta Görebrand Gullstrand (Huskvarna, 13 de septiembre de 2000) es una deportista sueca que compite en saltos de trampolín.
Ganó dos medallas en el Campeonato Europeo de Natación, en los años 2021 y 2022.

## Palmarés internacional
| Campeonato Europeo | Campeonato Europeo | Campeonato Europeo | Campeonato Europeo |
| Año                | Lugar              | Medalla            | Prueba             |
| ------------------ | ------------------ | ------------------ | ------------------ |
| 2021               | Budapest (Hungría) | Medalla de bronce  | Trampolín 3 m      |
| 2022               | Roma (Italia)      | Medalla de plata   | Trampolín 1 m      |